# MN 르두터블
MN 르두터블은 나폴레옹 전쟁 시기 프랑스 해군의 74문 3급 전열함이다. 원래의 함명은  suffren 이었으며, 이후 Redoutable로 함명이 변경되었다. 1789년 1월 15일 기공되었고, 1792년 12월 취역하였다. 1805년 트라팔가 해전에서 나포되었다. 이후 HMS Swiftsure에게 예인되던 도중 폭풍 속에서 침몰하였다 

### 건조
르두터블은 1786년에서 1793년 사이 건조된 테메레르급 전열함이다. 제작자는 Pierre Ozanne이다. 1789년 1월 15일 기공되었고, 1789년 3월 24일 suffren으로 함명이 결정되었다. 1791년 5월 31일 진수되었으며 1792년 12월 취역하였다. 이후 1795년 5월 20일 함명이 Redoutable로 변경되었다. 

### 함생
Suffren으로서
브레스트 함대에 배속되어 있었다. 이후 프랑스 혁명 시기 함명이 Redoutable로 바뀌게 된다. 
그로익스 해전

#### 트라팔가 해전
배경
트라팔가 해전에서 르두터블은 함장 쟝 루카스의 지휘아래 제 1 전대 프랑스 기함 뷔생토르의 뒤에 배치되어 있었다. 빅토리가 뷔생토르의 후미를 강타하며 전열을 뚫고난 후, 르두터블을 타격하기 위해 선회하자, 두 배의 간격은 불과 몇 m밖에 되지 않았고, 돛대가 얽히면서 완전히 고정되었다. 빅토리는 100문의 1급함이고, 르두터블은 74문  3급함이라 두 배의 무장이나 승무원 수, 규모는 비교가 되지 않았다. 빅토리는 높은 상갑판을 이용하여 르두터블의 승함공격을 방어하기 용이하였다. 그러나 그럼에도 불구하고 루카스 함장은 빅토리와의 연결을 확실히 하기 위해 선원들에게 쇠사슬을 준비시켰다. 다만 빅토리의 높은 상갑판은 르두터블에게 의외의 이점을 주었는데, 르두터블의 망루에 배치된 저격수들과 빅토리와의 거리가 20m도 안되었기 때문에 저격을 용이하였다. 반대로 빅토리는 화재를 염려한 넬슨의 명령으로 망루에 저격수를 배치할 수 없어 이를 상대하기 곤란하였다. 
전투초반
백병전이 시작된 이후 빅토리의 우현 포갑판 포들은 포를 3발씩 장전한 3중탄을 르두터블에 발사하였고, 우현 선수루의 68파운드 캐러네이드의 위력은 치명적이었다. 전투가 시작된지 얼마 안되서 르두터블 포갑판의 상당수의 포들이 사용불가능하게 되었던 것이다. 두 배의 교전에서 상갑판에서는 르두터블이 우세를 점한 방면, 아래의 포갑판에서는 빅토리가 르두터블을 일방적으로 포격하고 있었다. 
넬슨의 피탄
르두터블이 상갑판에서 서서히 우위를 점하고 있음에도 불구하고 넬슨은 빅토리의 하디 함장과 함께 후갑판을 떠나지 않고 있었다. 평소 꾸미고 다니기를 좋아했던 넬슨은 트라팔가에서도 남색코트에 금색 자수, 왼쪽 가슴에는 그동안의 훈장들이 달려있는 제독 정복을 입고 있었다. 물론 이것은 다른 함장들 역시 마찬가지였지만, 중간에 부하들의 옷을 바꿔입으라는 간언에도 불구하고 넬슨은 제복을 바꿔입지 않았다. 그리고 오후 1시 15분, 르두터블의 주망루에서 발사된 머스킷 총알이 후갑판에 함장과 함께 서있던 넬슨에게 명중했다. 곧바로 해병 중사 1명과 수병 2명이 달려왔고, 넬슨을 응급실로 이송했다. 자신의 상태를 명확하게 파악하고 있던 넬슨은 자신이 등을 관통당했으므로 오래 살지 못할 것이라고 알렸다. 그의 판단은 정확했고, 응급실로 이송된 넬슨의 상태는 심각했다. 그는 하체에 감각이 없었고, 입에서는 숨 쉴 때마다 피가 나오고 있었다. 이후 넬슨을 최대한 편안하게 해준 군의관은 다른 수술을 시작했고, 넬슨은 기함 빅토리의 응급실에서 숨을 거두었다. 
전투중반
르두터블에서 날아온 200개 이상의 수류탄이 폭발하면서 빅토리의 상갑판은 난장판이 되었고, 루카스 함장은 전투에서 확고한 우위에 서기 위해 하갑판의 병력까지 모두 소집하였다. 그러나 빅토리의 상갑판에 승함하는 것은 여전히 어려운 일이었는데, 두 함선의 높이 차이 때문에 뱃전을 뛰어넘기가 쉽지 않았다. 르두터블의 수병들은 리깅을 기어올라가 진입을 시도하기 시작했고, 루카스 함장은 활대를 떨어트려 가교로 사용하기 위해 주돛대의 활대를 지지하던 밧줄을 자르라고 명령하기까지 이르렀다. 약 200명의 승함조가 빅토리로의 진입을 준비하고 있었다.
테메레르의 등장
그러나 영국에게는 아주 적절하게도, 르두터블의 승함조가 상갑판에서 승함을 준비하고 있는 동안, 테메레르가 기함을 구원하기 위해 도착했다. 테메레르는 르두터블의 후미를 돌아 우현에 도달하자마자 치명적인 포도탄 일제사격을 가했다. 이 일격은 가히 치명적이었으며, 말 그대로 르두터블의 상갑판을 쓸어버렸다.  
르두터블의 항복
두 전함 사이에서 난타당한 르두터블은 결국 오후 2시 20분 무렵 항복한다. 르두터블은 배의 모든 돛을 잃어버린데다가 함미에는 화재까지 발생해있었다. 또한 전체 승조원 중 81%의 사상자가 발생했다.   
전투 이후
모든 돛과 선체에 심각한 손상을 입은 르두터블은 그날 밤 닥쳐온 폭풍우 속에서 결국 침몰하였다.   
- 출처: 전투함과 항해자의 해군사 ( 전윤재,서상규 )

- French Warships in the Age of Sail, 1786–1861: Design, Construction, Careers and Fates( Rif Winfield and Stephen S Roberts | 24 Jan 2020 )
- Victory vs Redoutable: Ships of the line at Trafalgar 1805 (Duel) (  Gregory Fremont-Barnes (Author), Ian Palmer (Illustrator), Giuseppe Rava (Illustrator), Tony Bryan (Illustrator))